# الشريجة (بني سعد)

تعديل مصدري - تعديل

الشريجة هي إحدى قرى عزلة بني على بمديرية بني سعد التابعة لمحافظة المحويت، بلغ تعداد سكانها 36 نسمة حسب تعداد اليمن لعام 2004 م.